# Корявченков Микола Іванович
Микола Іванович Корявченков (Карявченков) (1889, Російська імперія — ?) — радянський діяч. Член ВЦВК. Член Центральної контрольної комісії ВКП(б) у 1925—1927 роках. 

## Життєпис
Член РКП(б) з 1919 року. 
До січня 1924 року працював робітником-ливарником. Закінчив середню радянсько-партійну школу.
З 1925 року — заступник голови Бежицької повітової контрольної комісії ВКП(б) Брянської губернії; член Брянської губернської контрольної комісії ВКП(б) — робітничо-селянської інспекції. Обирався кандидатом у члени бюро Бежицького повітового комітету ВКП(б), членом президії виконавчого комітету Бежицької повітової ради Брянської губернії.
Потім був на радянській та господарській роботі. На 1931 рік — голова виконавчого комітету районної ради Західної області.
Подальша доля невідома.